# Agastya Malai
Der Agastya Malai oder Agastya Mala (Malayalam: അഗസ്ത്യമല Agastyamala, Tamil: அகத்தியமலை Akattiyamalai; verschiedene weitere Umschriften existieren) ist ein 1868 Meter hoher Gipfel in den südlichen Westghats, einem Gebirge im Westen Indiens. Der Berg liegt auf der Grenze zwischen den beiden indischen Bundesstaaten Kerala und Tamil Nadu. Der Agastya Malai ist ein Pilgerzentrum für Hindus und wurde nach dem Weisen Agastya benannt, der sich auf dem Berg niedergelassen haben soll.